# Noravank
Noravank (en armeni: Նորավանք, 'Monestir nou'), o Noravank d'Amagh(o)u, és un monestir armeni situat en un congost de la comunitat rural d'Areni, no gaire lluny de la ciutat de Ieghegnadzor, al Vaiots Dzor, al sud d'Armènia. Construït al lloc d'una església dels segles IX i X, el conjunt es va refundar al segle XII, però data principalment dels segles XIII i XIV; esdevingué el mausoleu dels Liparits-Orbeliani. Actiu fins al segle XIX i famós sobretot pel seu scriptorium, aquest important centre religiós i cultural armeni era fins aleshores una de les residències dels bisbes de Siunik.
L'església principal del monestir, Sant Joan el Precursor (Sourp Karapet), està precedida d'un nàrtex i es complementa amb l'església de Sant Gregori (Sourp Grigor). A aquest grup s'afegeixen l'Església de la Santa Mare de Déu (Sourp Astvatsatsin), les ruïnes d'alguns edificis, uns khatxkars i les muralles dels segles XVII i XVIII.
Reformat dues vegades al segle xx, Noravank és hui molt visitat. El monestir i la vall superior d'Amaghu s'han inclòs a la llista provisional armènia del Patrimoni Mundial de la UNESCO des del 1996.

## Situació geogràfica

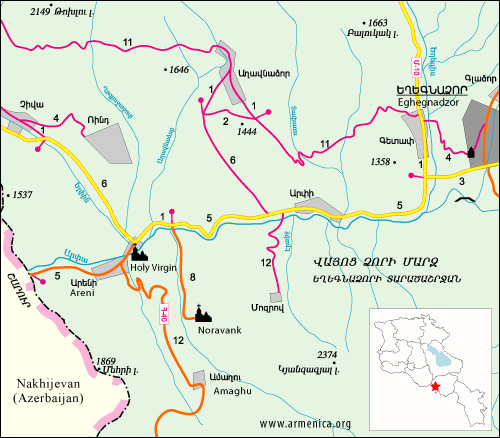
Mapa

Carretera que duu al monestir

Noravank es va erigir al congost del petit riu Amaghu, un afluent del riu Arpa, a l'est de les terres altes armènies, al Caucas Menor. Situat en una cornisa rocosa en una petita vall a 8 km de l'entrada del congost, el jaciment, enfilat a 1.550 m, s'enfronta a cingles ocres i calcàries grises.
El monestir es troba a 3 km al nord-est del poble d'Amaghu, al territori de la comunitat rural d'Areni, no gaire lluny de la ciutat de Ieghegnadzor. El lloc està construït al territori de l'actual Vaiots Dzor, al sud d'Armènia. Erevan, la capital, se'n troba a uns 120 km.

Històricament, Noravank es troba al cantó de Vaiots Dzor de la província de Siunik, una de les quinze províncies de l'Armènia històrica segons el geògraf del segle VII Ananies de Xirak.

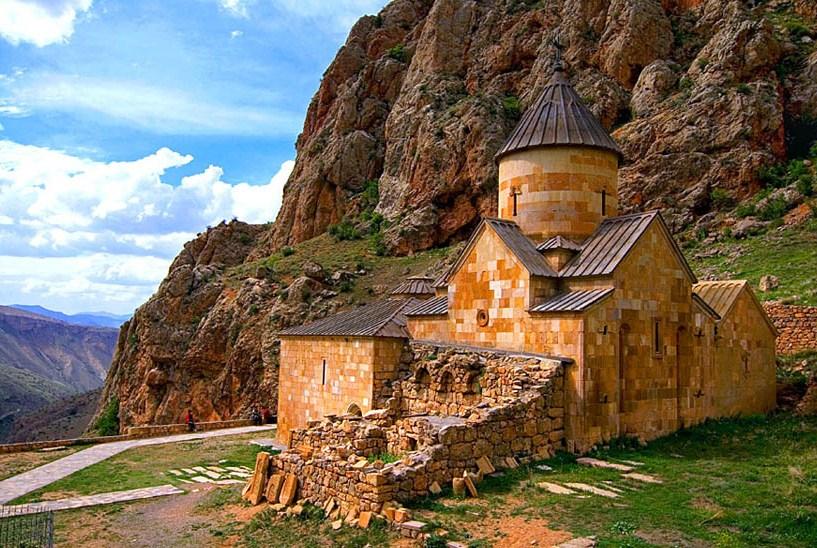
Vista des del sud-est; d'esquerra a dreta: gavit, ruïnes de la primera església, Sourp Karapet, Sourp Grigor
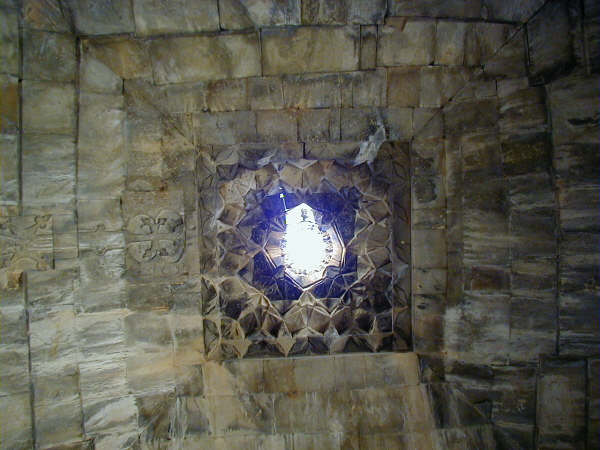
Plaça central del gavit, amb estalactites, i  amb una claraboia (erdik)

## Història
El congost al fons del qual és Noravank ha estat ocupat des del Neolític, a la Cova de Magil, la més gran d'Armènia, així com en altres coves més petites.
Segons l'historiador i bisbe armeni de la segona meitat del segle XIII, Esteve Orbelian, el monestir, el va fundar l'any 1105 Hovhannes, bisbe de Vahanavank, que hi va fer construir la primera església de Sourp Karapet. Es diu que Hovhannes va rebre prèviament un títol sobre la ubicació del futur assentament del soldà seljúcida Mahmud ibn Màlik-Xah, que va imposar un emir local amb l'ajuda del soldà després de guarir-ne el fill. En realitat, sembla que la primera església de Sourp Karapet, ara en ruïnes, data dels segles IX i X. Hovhannes, en canvi, acredità la refundació del monestir, amb la instal·lació in situ d'un nucli de monjos.

Siuni (o Siunik) al sud-est d'Armènia sota els zacàrides, cap al 1203

El monestir, però, només es desenvolupà en l'època zacàrida, al segle XIII i XIV, sota els auspicis dels orbelians, senyors feudals georgians de la família armènia dels Mamiconis, que es van convertir en prínceps de Siunik al 1175. Els prínceps d'aquesta nissaga patrocinaren els actuals edificis del monestir, que també n'alberga el mausoleu. Malgrat els danys causats per un terratrèmol al 1340, el monestir esdevingué en aquella època un important centre religiós i cultural, proper al monestir i universitat de Gladzor, i una residència dels bisbes de Siuni. Així, el seu scriptorium destaca en l'avantguarda de l'escola siunia pel que fa a la producció de miniatures al segle XIV, sobretot amb Momik.
La presència religiosa s'hi mantingué fins al segle XIX (inclosa la construcció de muralles al XVII i XVIII), quan el 1840, un altre terratrèmol hi va causar danys importants, seguit d'un tercer el 1931.
Les primeres renovacions se'n van dur a terme durant l'era soviètica, entre el 1948 i el 1949. N'hi hagué una segona fase de restauració el 1982 i, amb l'assistència financera de Dikran Hadjetian, membre de la diàspora armènia al Canadà, es va completar el 1999, quan Noravank es reobrí al públic. Aquesta fase veu, doncs, la reconstrucció per anastilosi de la cúpula de Sourp Astvatsatsin, gràcies a la tasca de la Comissió Armènia per a la Protecció dels Monuments i l'ús d'una matriu que mostra les relacions entre les diferents pedres que la formen.
Inscrit per Armènia en la Llista Indicativa del Patrimoni Mundial de la Humanitat de la UNESCO el 25 d'agost del 1996, segons els criteris i, iii, vi, vii i ix i amb el títol "Monestir de Noravank i Vall Alta d'Amaghou", Noravank, juntament amb Garní, Zvartnots, els districtes històrics de Gyumri i Khor Virap,  és un indret d'interés.

## Edificis
El monestir inclou l'església de Sourp Karapet i el seu gavit (nàrtex), l'església de Sourp Grigor i l'església de Sourp Astvatsatsin. Es completa amb les ruïnes d'alguns edificis, com ara un hostal construït entre els 1273 i 1290, edificis residencials o de serveis del segle XVIII i petites capelles, per diversos khatxkar (inclòs un de fet pel mateix Momik, datat del 1308 i hui conservat a Vagharxapat) i per les muralles dels segles XVII i XVIII. El jaciment també té làpides amb inscripcions, tant a l'interior com a l'exterior dels edificis.

### Sourp Karapeti el seugavit
L'església principal del monestir és Sourp Karapet ('Sant Joan el Precursor'), la primera versió de la qual, datada dels segles IX i X, resta en ruïnes al sud de l'església actual. Era d'una sola nau amb volta de canó reforçada per quatre dobles façanes, i completada al sud per dues capelles també d'una sola nau.
L'església actual, també anomenada Sourp Stepanos ('Sant Esteve'), la van erigir el príncep Liparits Orbelian i el bisbe Sargis entre els 1216 i 1223 (o entre els 1221 i 1227). És una creu inscrita amb una cúpula tancada i compartimentada i quatre capelles cantoneres de dos pisos. Segons una rèplica antiga, estava coronada per un tambor octogonal amb una cúpula en forma de paraigua, totes dues destruïdes el 1840 i substituïdes durant les restauracions per un tambor cilíndric i una cúpula cònica. La seua decoració és escassa: a l'interior, es limita a creus gregues i trèvols que decoren els capitells de les semicolumnes. A fora només hi ha dues fornícules i els marcs de les dues finestres orientals.
El gavit (nàrtex) rectangular degué construir-se poc després de Sourp Karapet i probablement tenia quatre pilars, però fou  remodelat en gran manera el 1261 amb el príncep Simbaci Orbelian: açò ho demostren les semicolumnes recolzades contra les parets i aturades a mitja alçada per un cinyell amb una inscripció del príncep, sobre el qual descansa la teulada de l'edifici, sostinguda per una volta de creueria; aquest darrer es compon de quatre costats i una plaça central amb estalactites i una claraboia. La part inferior del panell nord de la coberta, potser recuperada de l'antic gavit, representa un genet caçant un lleó amb un sabre. El gavit conté alguns enterraments d'Orbelians (inclòs el de l'historiador i bisbe Stepanos), i monjos, així com alguns khatxkar. L'edifici és conegut, però, per la decoració de la façana oest, destacable per la qualitat artística i l'originalitat iconogràfica", format per dos timpans superposats, fets després del 1261 i sovint atribuïts erròniament a Momik (segons aquest error, dataria del 1321, mentre que estilísticament són més propers a la fi del segle XIII):
- El timpà inferior, semicircular,[32] corona la porta del gavit i representa una Mare de Déu amb xiquet envoltats d'una inscripció i una doble filera de trèvols.[2] Aquesta escultura té al damunt un colom, un lleó, i un ocell als peus. Està envoltada a la dreta pel profeta Isaïes i a l'esquerra per un personatge que podria ser el profeta Miquees o Joan Baptista, o fins i tot el profeta Ezequiel.[33] Decorat a més amb motius florals, aquest timpà és "un excel·lent exemple d'escultura "actualitzada"";[34]
- El timpà superior, amb una part superior apuntada,[32] corona finestres bessones.[2] Representa Déu al centre en forma de "l'Antic dels Dies",[35] amb una cara estàtica i els ulls ametllats,[2] creant Adam a la seua imatge, a qui un colom dona l'alè de vida.[3] Està envoltat a l'esquerra per una escena de crucifixió amb la Mare de Déu i el profeta Daniel, i a la dreta per un serafí[32] i una cita del Llibre de Daniel (VII, 9).[34] La composició reflecteix "un brillant pensament teològic: evoca la creació d'Adam animada per l'alé diví i recorda que la humanitat perduda pel pecat del primer ésser humà se salvarà gràcies al sacrifici de Crist a la creu", i reflecteix així la posició exacta de l'Església Apostòlica Armènia respecte a la Trinitat.[36]

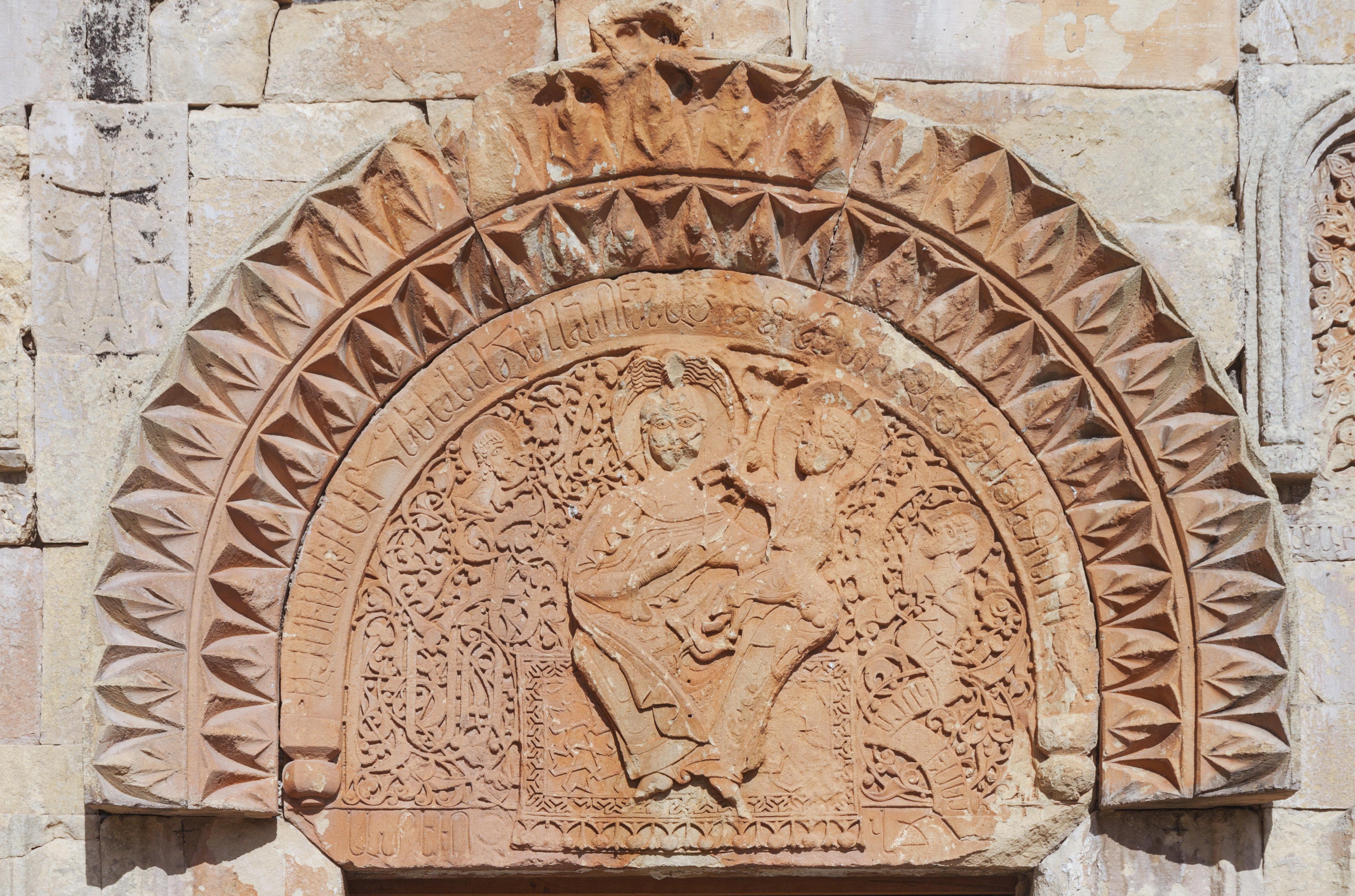
Timpà inferior
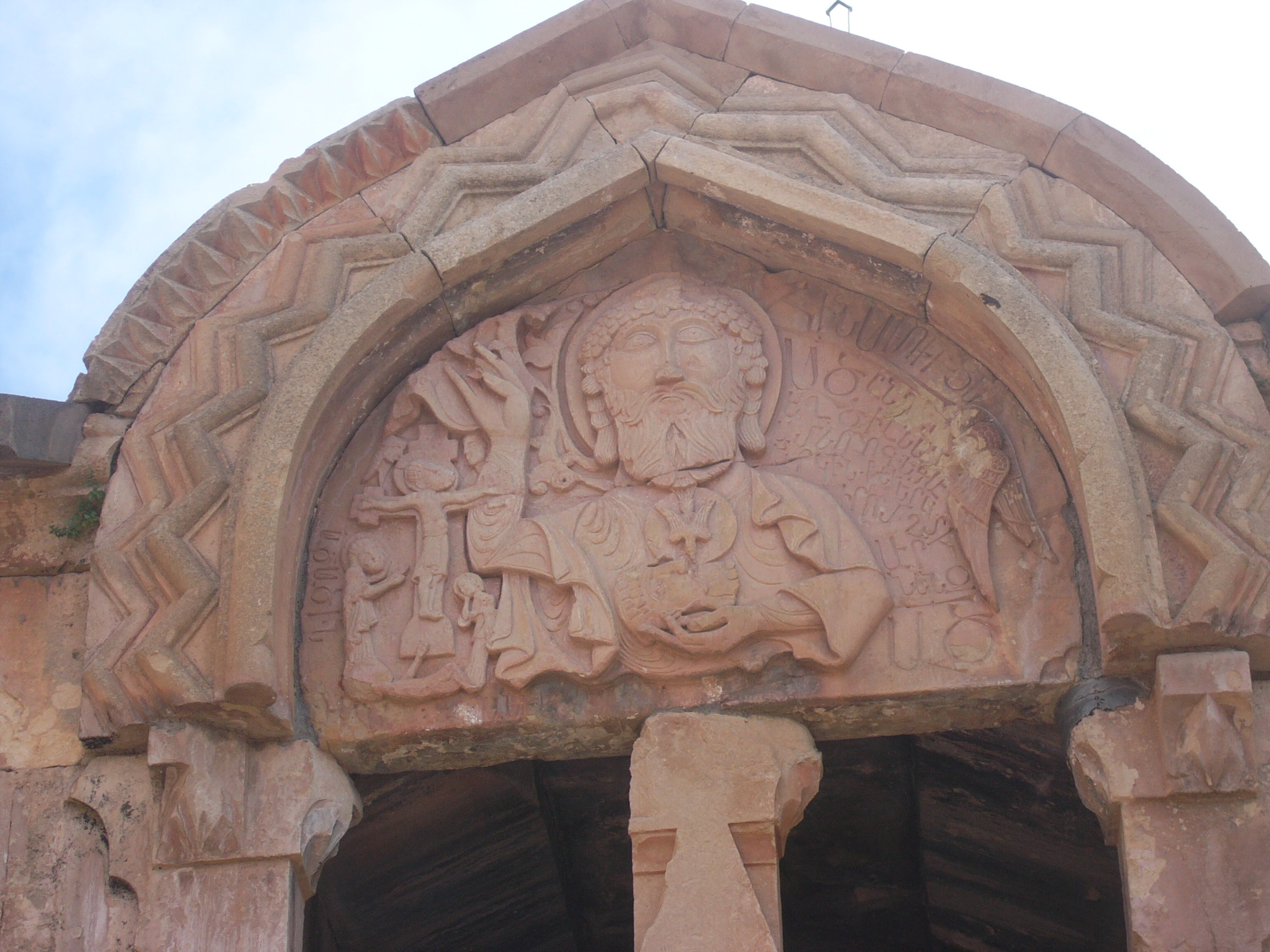
Timpà superior

### Sourp Grigor
L'església de Sourp Grigor ('Sant Gregori'), o capella de Simbaci Orbelian (l'església alberga la seua tomba), va ser construïda el 1275 per l'arquitecte Siranés, al nord de Sourp Karapet , per ordre del germà de Simbaci, Tarssayitj Orbelian. És d'una sola nau amb volta de canó situada sobre un doble fortí, amb un altar semicircular a l'est emmarcat per khatxkar i coloms esculpits. Dins l'església encara es poden apreciar restes de frescos. Sourp Grigor conté tombes de membres de la família Orbelian, inclosa la del fill de Tarssayitj, Elikum, germà de Stepanos, que va morir el 1300. La seua làpida representa un lleó: una inscripció explica que el príncep, quan lluitava, "rugia com un lleó". L'entrada (a l'oest) de l'església està coronada per un timpà.

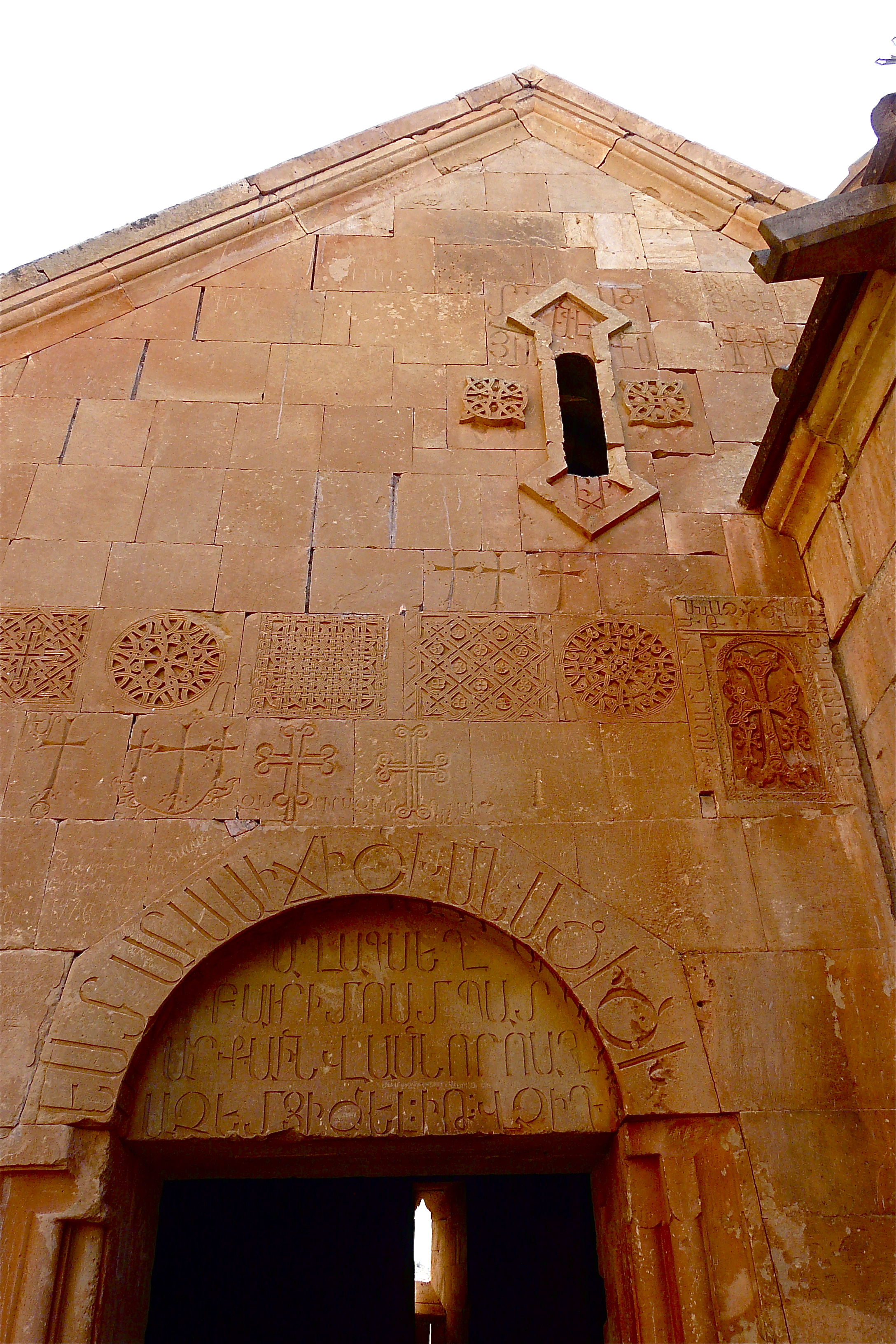
Façana occidental
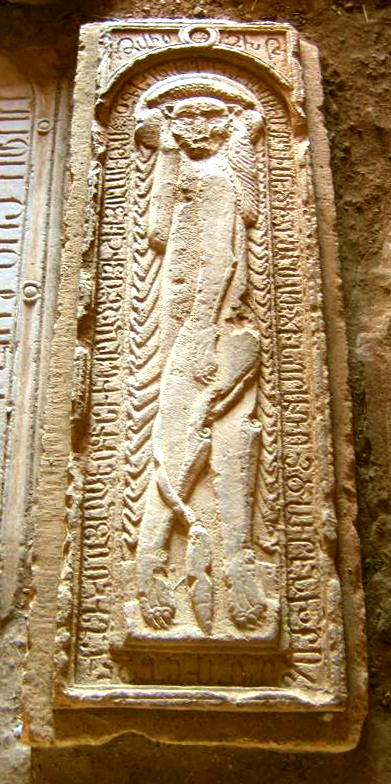
Làpida sepulcral d'Elikum Orbelian

### Sourp Astvatsatsin
L'església de Sourp Astvatsatsin ('Santa Mare de Déu') es va construir entre el 1331 i el 1339 segons els plànols de Momik (que va morir abans de la seua finalització, el 1333, i el khatxkar funerari del qual, del 1339, està adossat a la façana sud de l'edifici),  al sud-est del grup Sourp Karapet.  També s'anomena Burtelashen ('construït per Burtel'), que rep el nom del patrocinador, Burtel Orbelian. L'edifici és l'església mausoleu d'aquest últim i la seua família, i té tres nivells. El primer, accessible des de l'exterior baixant sis esglaons i de planta rectangular, és el mausoleu, i el segon nivell, accessible des de l'exterior per unes escales adossades a la façana oest i de planta cruciforme, és l'església mateixa. El tercer nivell està format per la cúpula sostinguda per una rotonda de dotze columnes, tres de les quals, un exemple únic en l'arquitectura armènia, estan esculpides: una Marededeu i xiquet estan envoltats pel padrí que els presenta l'església, i el seu fill. Aquest tercer nivell va ser destruït el 1840 i reconstruït el 1997 a partir dels fragments originaris.

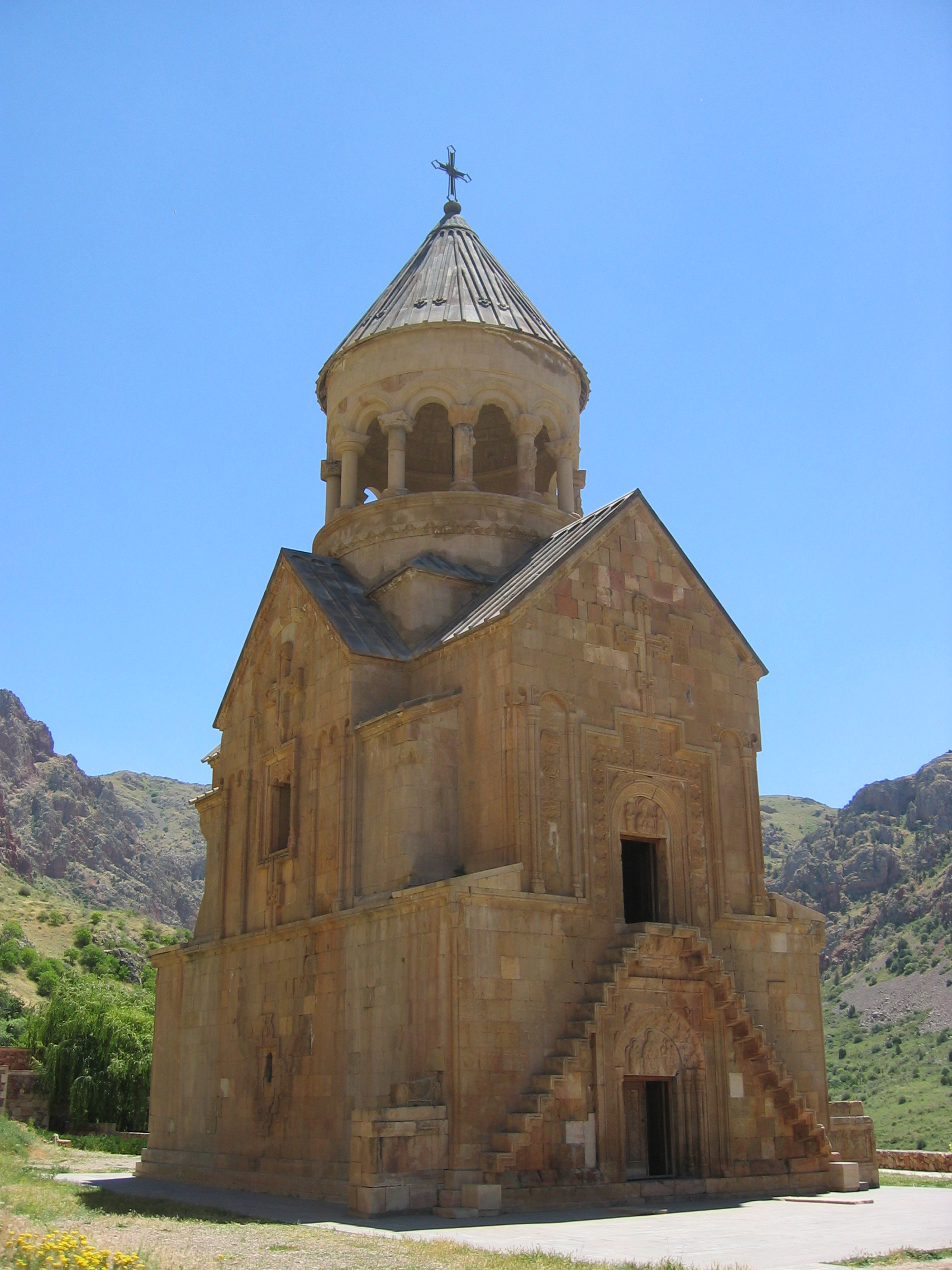
Façanes nord i oest
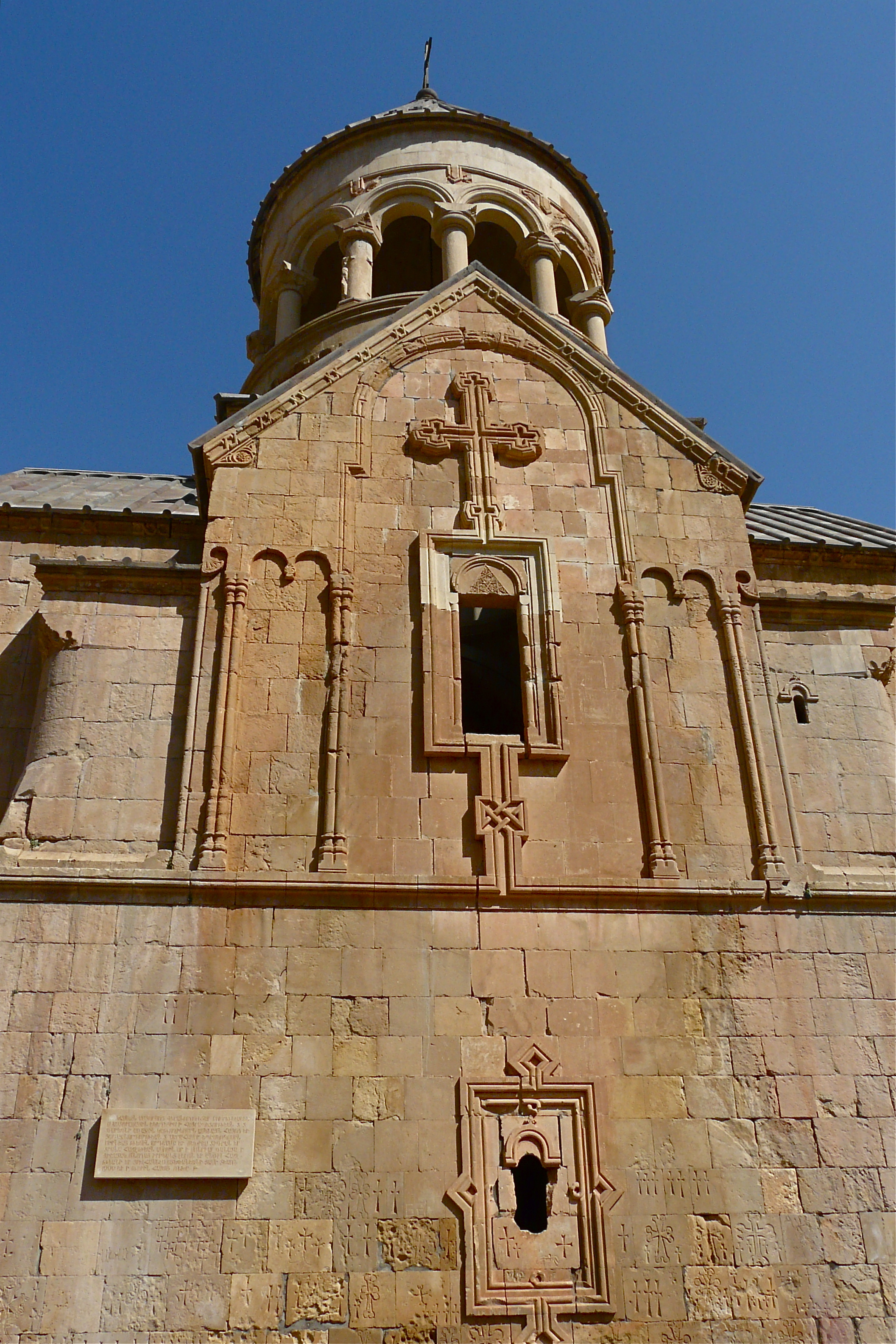
Façana oriental
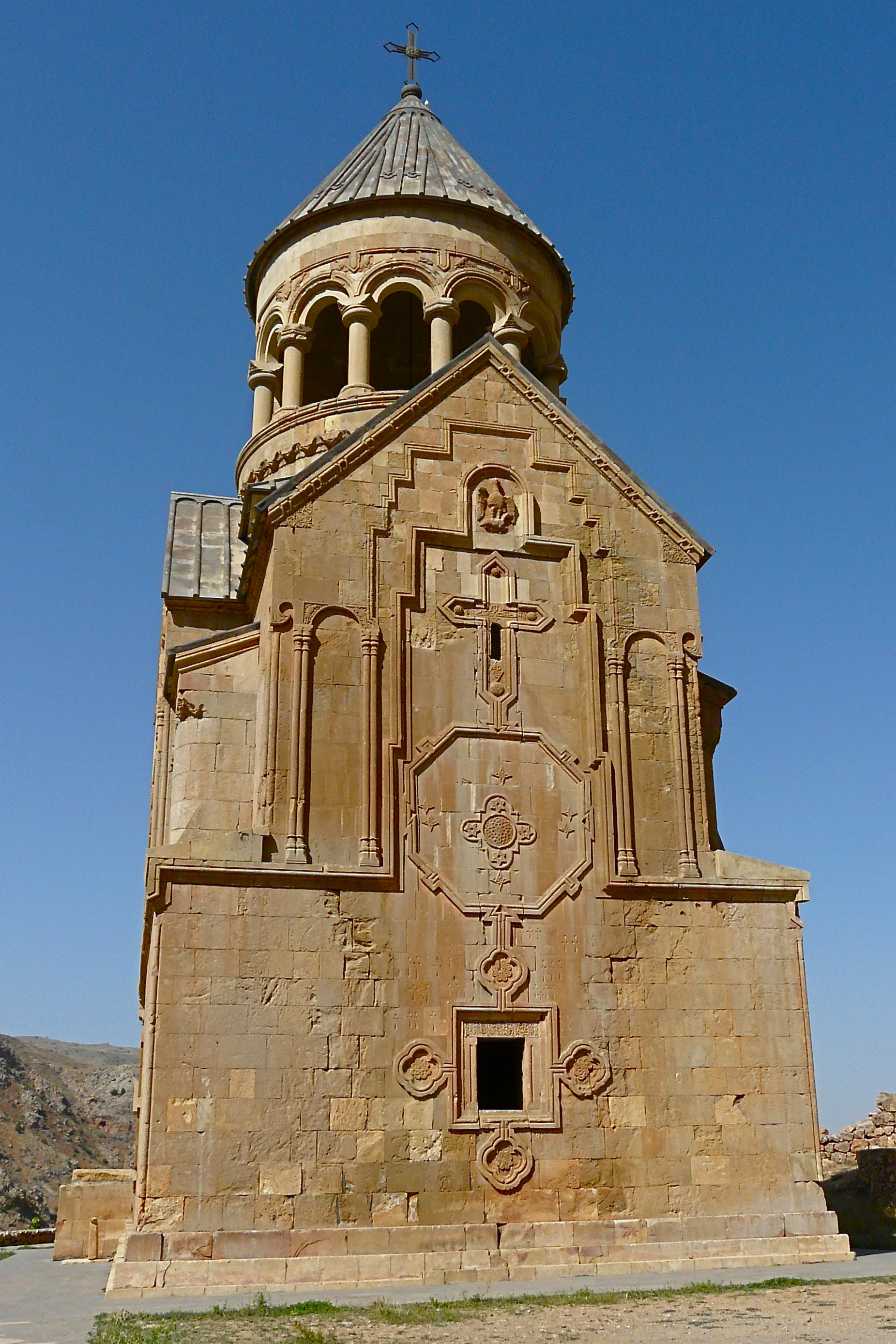
Façana sud

La seua decoració esculpida és "d'extrema riquesa", tant a l'interior, amb els símbols dels evangelistes o Crist envoltat d'àngels, com a l'exterior, amb les composicions de les façanes i les portes de la façana occidental, emmarcades amb vores rectangulars, columnes, figures geomètriques, coloms i sirenes, i amb timpans, exemples d'alts relleus sobre un fons buit:
- El timpà inferior conté una Marededeu amb xiquet envoltats pels arcàngels Gabriel i Miquel. Iconogràficament i estilística, es manté propera a la tradició romana d'Orient ( hodigitria, o Marededeu al tron);
- El timpà superior representa Crist envoltat pels apòstols Pere i Pau.[40]

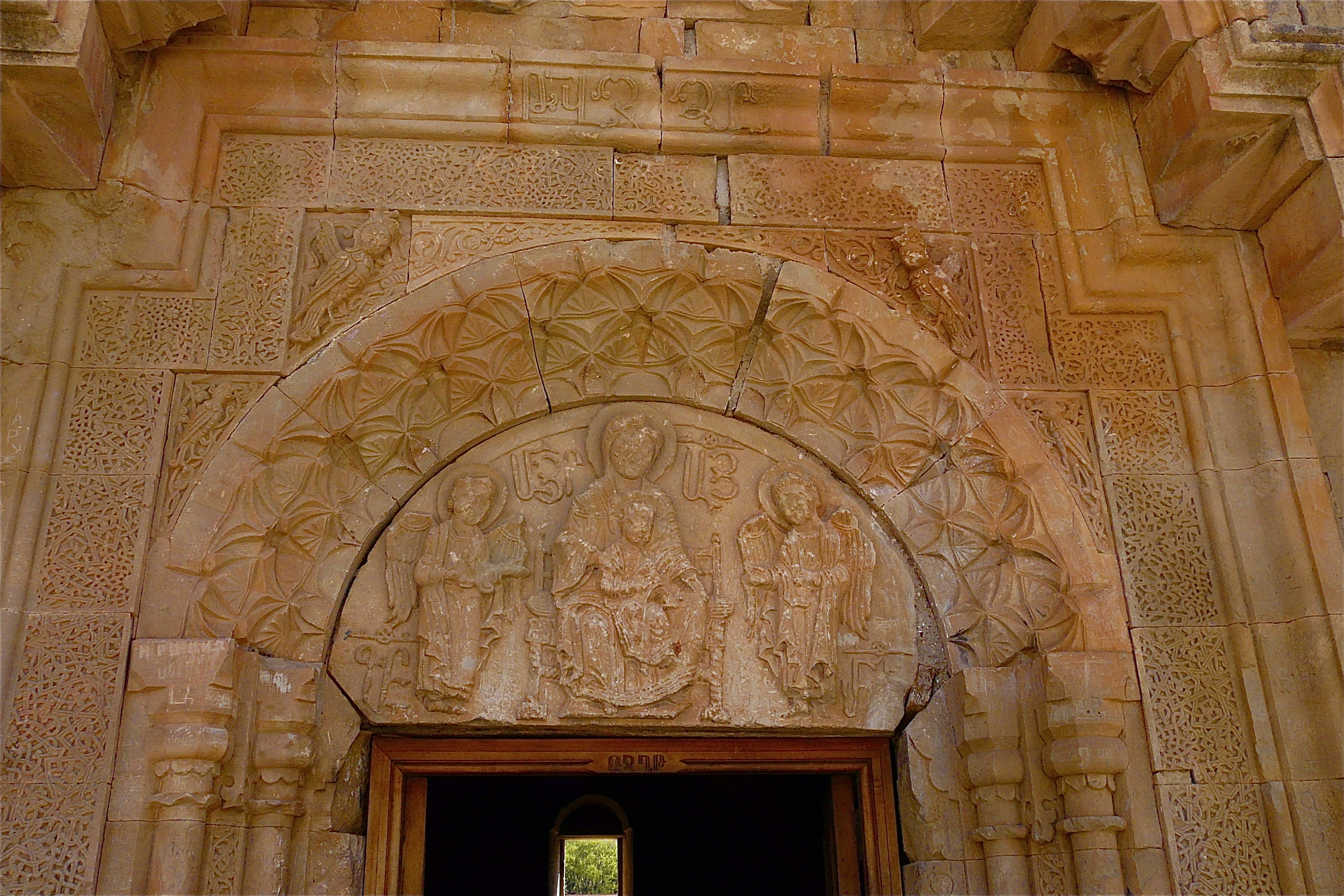
Timpà inferior
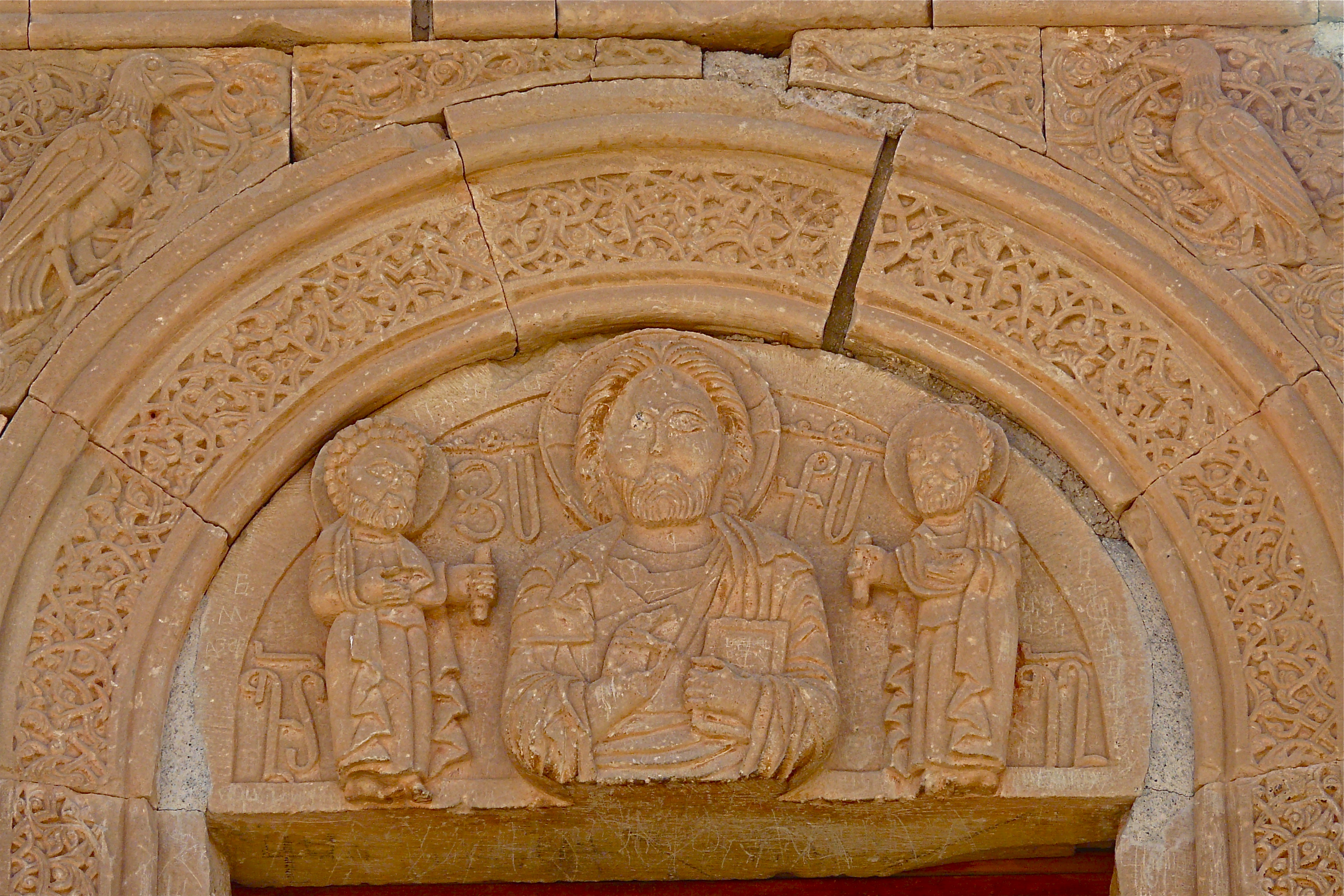
Timpà superior